# Mitsubishi Jeep
Mitsubishi Jeep — компактний позашляховик японської компанії Mitsubishi Motors, що випускався з 1952 по 1998 рік за ліцензією американської фірми Willys-Overland Motors. Спочатку був повною копією Jeep CJ3A. Також поставлявся японським силам самооборони.

## Історія

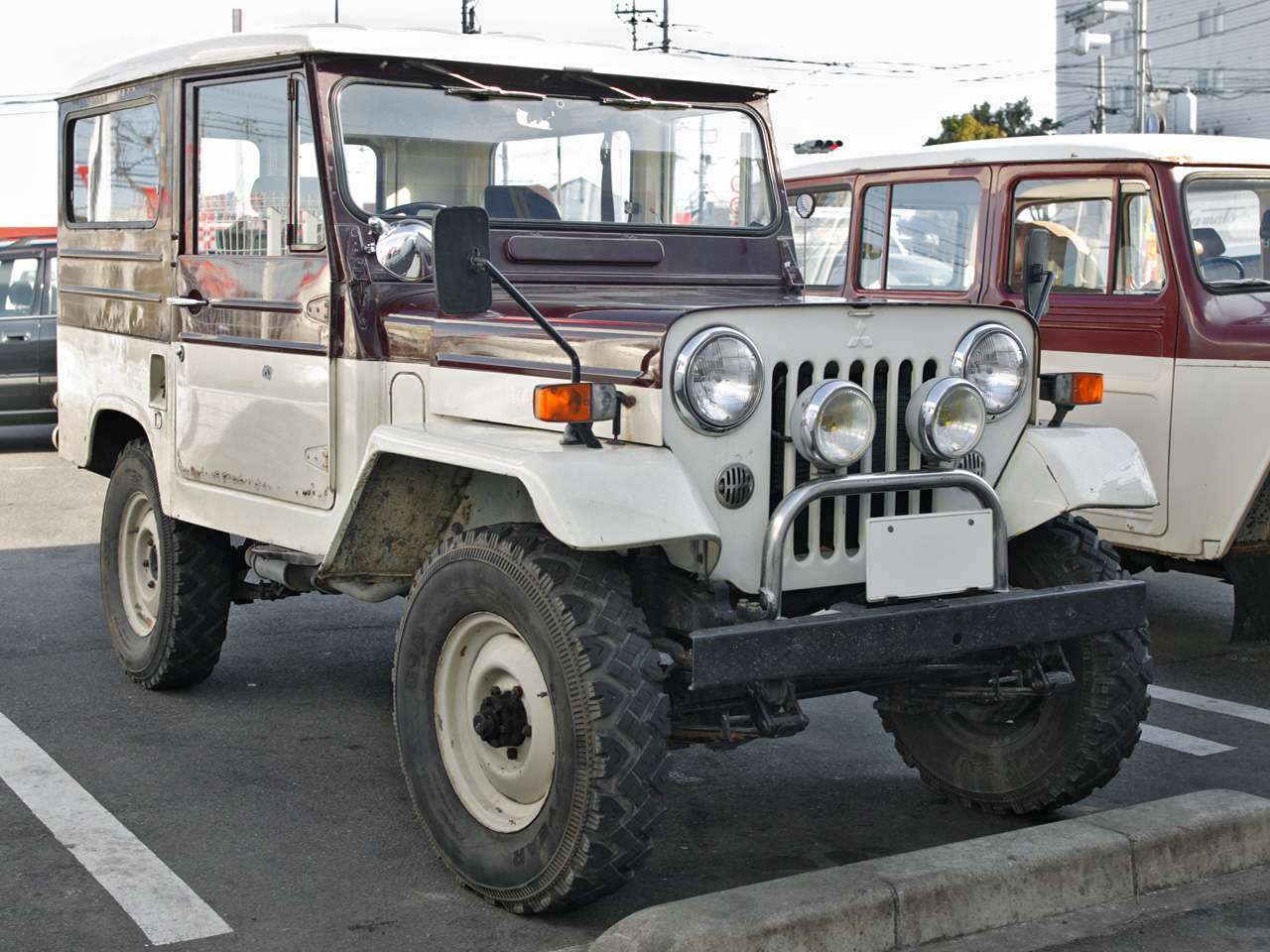
Mitsubishi Jeep J24H

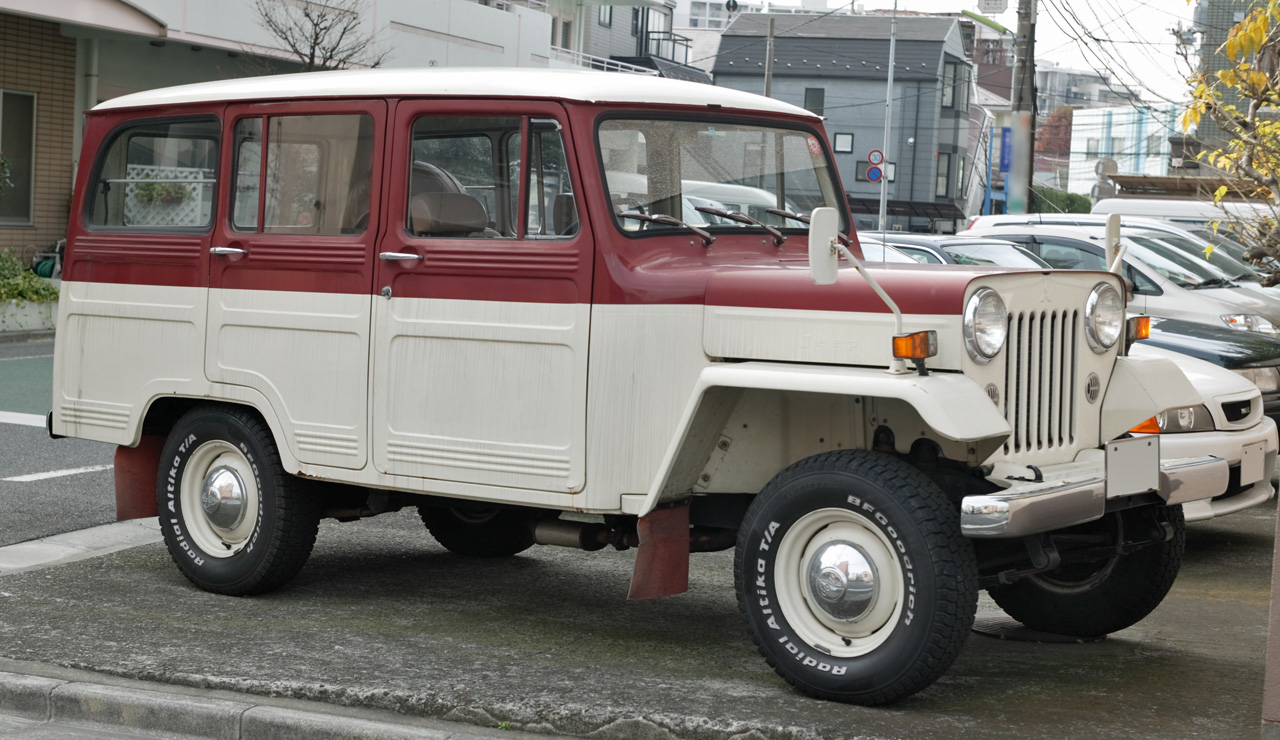
Mitsubishi Jeep J37

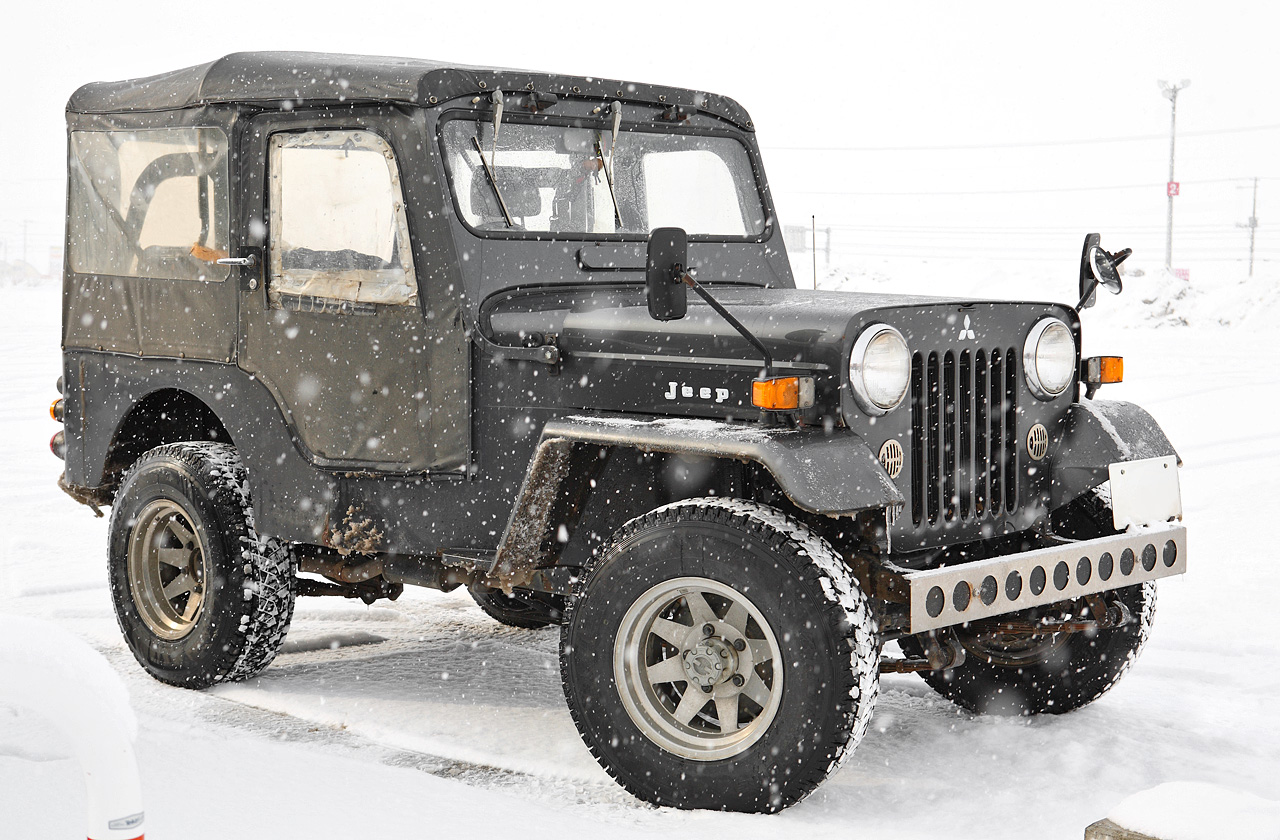
Mitsubishi Jeep J53

У липні 1952 року компанія Shin Mitsubishi Heavy Industries уклала контракт з Willys Overland motors (США) на виробництво Jeep CJ3A за технологією CKD-складання. Перші зібрані моделі отримали індекси J1 і J2 (було зібрано 554 автомобіля цих серій, всі вони були з лівим розташуванням керма). У 1953 році Willys почала виробництво моделі CJ3B (також з лівим розташуванням керма), використовуючи двигун «Willys F4-134 Hurricane». Знову за контрактом з Willys, на Mitsubishi почалося виробництво модернізованої моделі, названої J3.
10 грудня 1954 року Mitsubishi став встановлювати свій двигун, повністю зроблений в Японії, під маркуванням JH4.
У 1955 році виходить серія J10. Використовуючи ту ж колісну базу, що і J3, цей автомобіль з лівим кермом мав довшу раму і кузов, що дозволило встановити сидіння для додаткових пасажирів. Обидва логотипи Mitsubishi і WilIys наносилися на передній решітці радіатора пліч-о-пліч.
У 1973 році вийшло нове покоління J24A, 23A, 25A для сил самооборони Японії, воно отримало неофіційну назву «Mitsubishi Type 73». З тих пір всі наступні моделі Mitsubishi для японської армії відомі під цим позначенням.
У 1994 році почалося виробництво Mitsubishi Jeep серії J55 з дизельним двигуном 4DR5 з турбонаддувом.
У 1996 році на базі Mitsubishi Pajero для японських сил самооборони випущений Mitsubishi Type 73 другого покоління.
У 1998 році обмеженим тиражем в 300 одиниць виходять пам'ятні останні автомобілі, що відрізняються кольором кузова і табличкою «1/300» з боку пасажира.

## Двигуни
- 2.0 L 4G52B I4
- 2.2 L JH4 I4
- 2.3 L KE47 I4
- 2.4 L 4G53 I4
- 2.6 L G54B I4
- 2.2 L KE31 дизель l4
- 2.7 L 4DR5 дизель l4
- 2.7 L 4DR6 дизель l4